# Sanchi Stupa No.2
Le Stupa No 2 à Sanchi, également appelé Sanchi II, est l'un des plus anciens stupas bouddhistes en Inde, et forme une partie du complexe Bouddhiste de Sanchi. Il est d'un intérêt particulier puisque c'est le premier cas connu d'importants reliefs décoratifs en Inde, probablement antérieur aux reliefs du Temple de la Mahabodhi à Bodhgaya, ou aux reliefs de Bharhut. Ce stupa présente ce qui a été appelé « les plus vieilles décorations de stupa en existence. » Le Stupa numéro II de Sanchi est ainsi considéré comme le berceau des illustrations de Jataka.

## Fondation

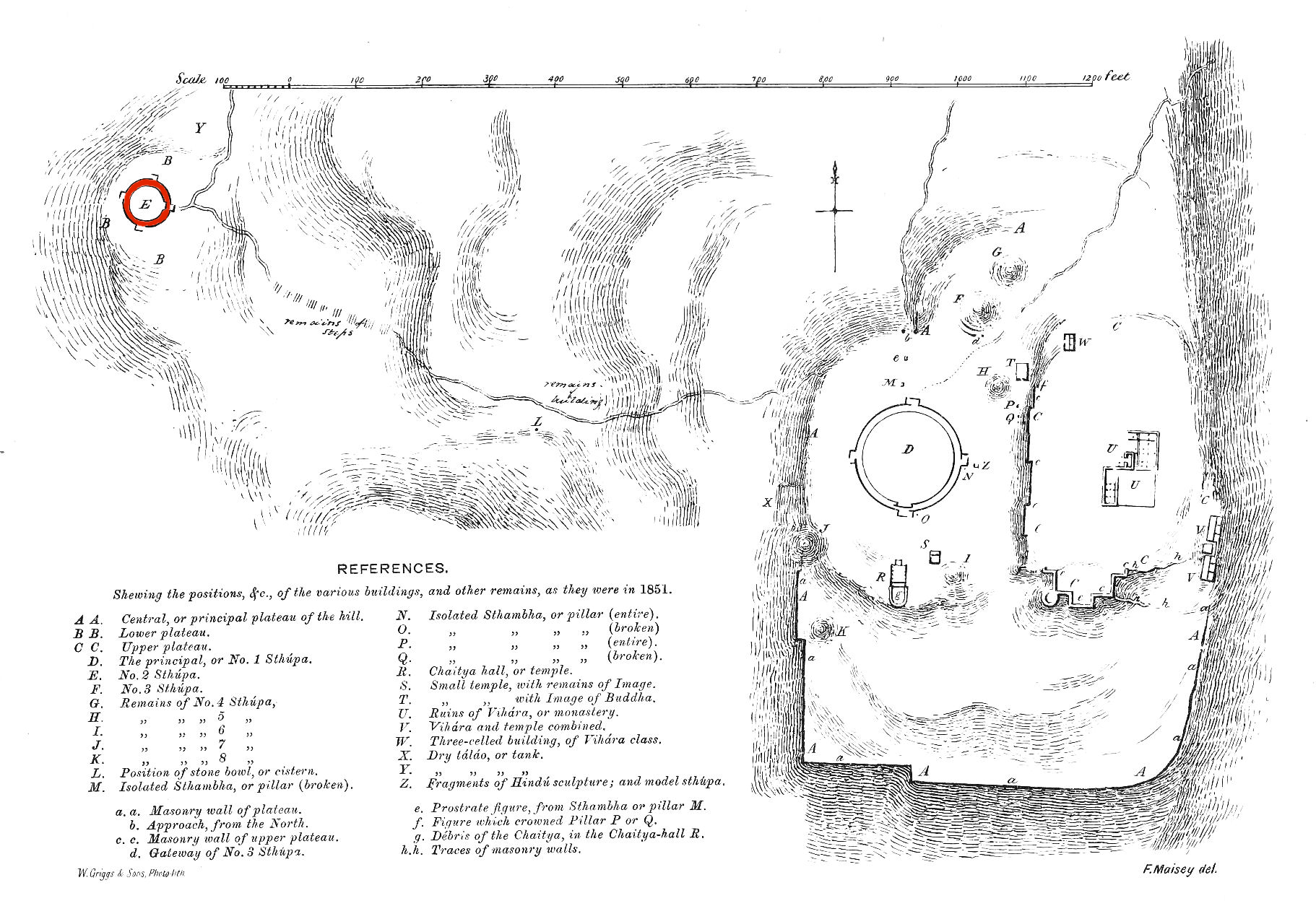
Carte de la colline Sanchi, avec le Stupa No 2 à l'extrême gauche, à l'ouest.

Le Stupa No 2 est situé dans le complexe Bouddhiste de Sanchi. Il a probablement été fondé plus tard que le Grand Stupa (Stupa numéro 1) à Sanchi, mais il contenait néanmoins des reliquaires datés de l'Empire Maurya (323-185 av. J.-C.), et il a été le premier à recevoir des reliefs décoratifs, environ un siècle plus tôt que le Stupa No 1.
L'un des principaux indicateurs de la date du Stupa de Sanchi N ° 2 a été la similitude de ses motifs architecturaux avec ceux du Pilier d'Héliodoros, qui est datable à environ 113 av.JC en raison de sa création au cours du règne de l'Indo-grec Antialcidas, ainsi que des similitudes de la paléographie des inscriptions.
Le Stupa est situé à l'extérieur du complexe principal de Sanchi, à environ 300 mètres à l'ouest, sur la pente de la colline de Sanchi. Il est situé dans une position plus basse que le Stupa No 1 parce que les reliques qui y sont contenues, sont celles de dignitaires de l'église de l'époque d'Ashoka, qui ont été considérés comme dignes d'une position plus basse que le Bouddha lui-même dans le Stupa numéro 1, ou de ses disciples dans le Stupa numéro 3.

## Reliques

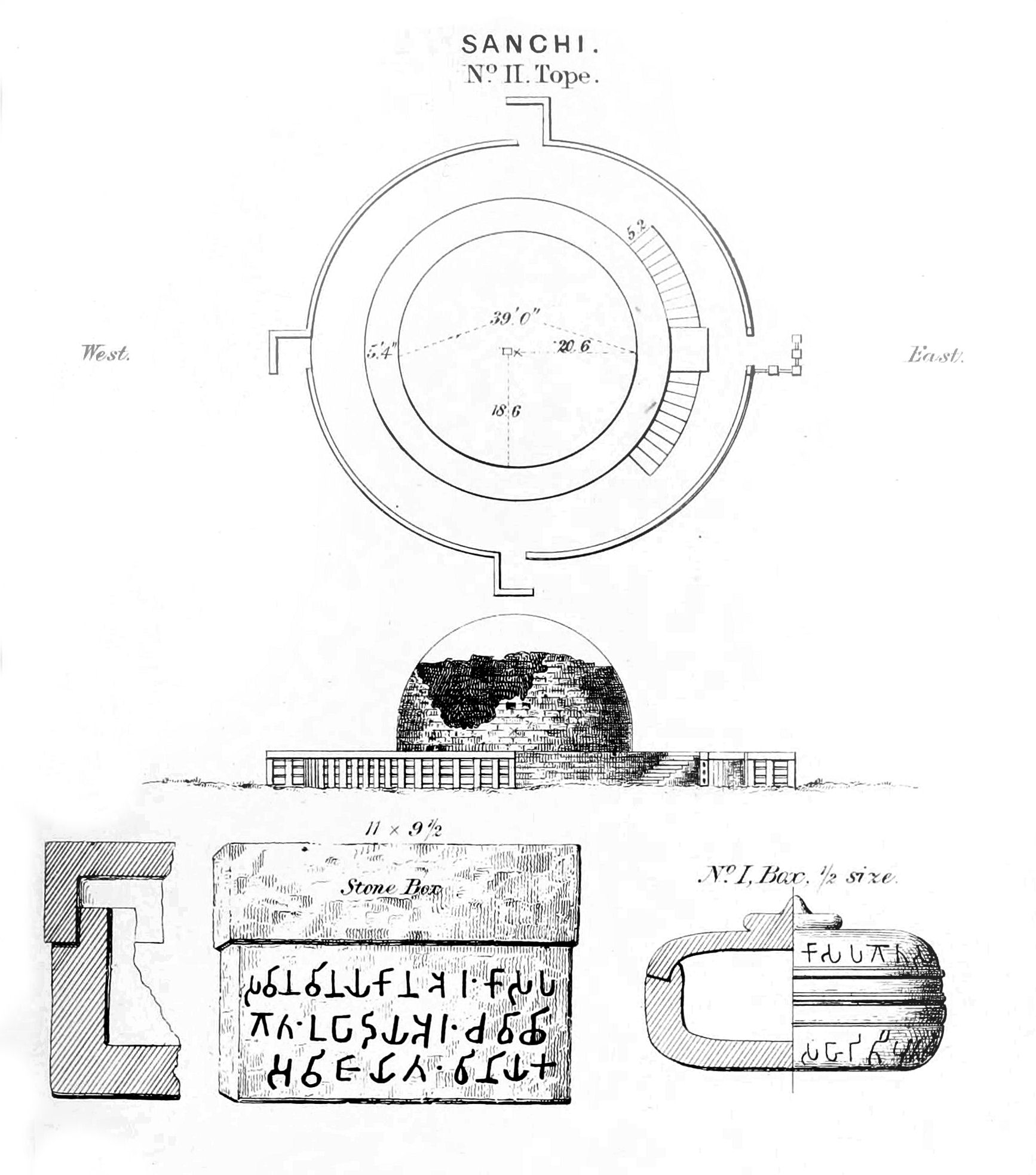
Une partie des reliques trouvées dans Stupa No 2. Reliquaire au Victoria and Albert Museum.

Le Stupa contenait un reliquaire parallélépipèdique avec quatre petits coffrets oblongs de stéatite à l'intérieur, contenant des ossements humains. Une inscription en Brahmi a été trouvée sur le reliquaire, mentionnant qu'il contenait des "reliques de tous les enseignants, y compris Kasapagota et Vachi-Suvijayita". En outre, dix saints sont mentionnés sur les coffrets, qui ont soit participé au Troisième Conseil Bouddhiste tenu par Ashoka, soit été envoyés comme émissaires dans l'Himalaya pour prêcher la doctrine Bouddhiste. Parmi eux se trouve un "Mogaliputa", qui est peut-être Mogaliputa Tissa, qui a présidé le Troisième Conseil Bouddhiste, mais cela est contesté. Le même type d'inscription se retrouve a Sonari et à Andher, suggérant que les cendres furent partagées entre ces trois stupas.
Le reliquaire est fait de stéatite marbrée, tourné sur un tour. Il contenait quatre petits morceaux d'os calciné. Il est de forme globulaire aplatie, avec un petit disque en forme de chatra (parasol royal) sur le couvercle. Le seul ornement consiste en quelques anneaux concentriques. Sur l'extérieur du corps et le couvercle, et à l'intérieur du couvercle, on trouve trois inscriptions pali , écrites dans les premiers caractères Brahmi.

## Le contenu des reliefs
Généralement, les premiers médaillons à Sanchi sont datés de 115 av. J.-C., tandis que les plus vastes sculptures sur les piliers sont datées d'environ 80 av. J.-C., ou près d'un siècle plus tard que les premières, autour de 15 avant notre ère.

### Première période (vers 115 av. J.-C.)
Ces reliefs à partir du début de la période de Sanchi II (vers 115 av. J.-C.) sont les premiers exemples connus de bas-reliefs en pierre en Inde.
Le bas-relief d'une femme à tête de cheval, similaire à un autre au temple de la Mahabodhi de Bodh Gaya, est considéré comme la première représentation connue d'un Jataka (une histoire de vies antérieures du Bouddha), le Padakusalamanava Jataka, dans lequel une ogresse à tête de cheval  tombe amoureuse de l'une de ses proies, et le Bodhisattva (le futur Bouddha) est né de leur union.

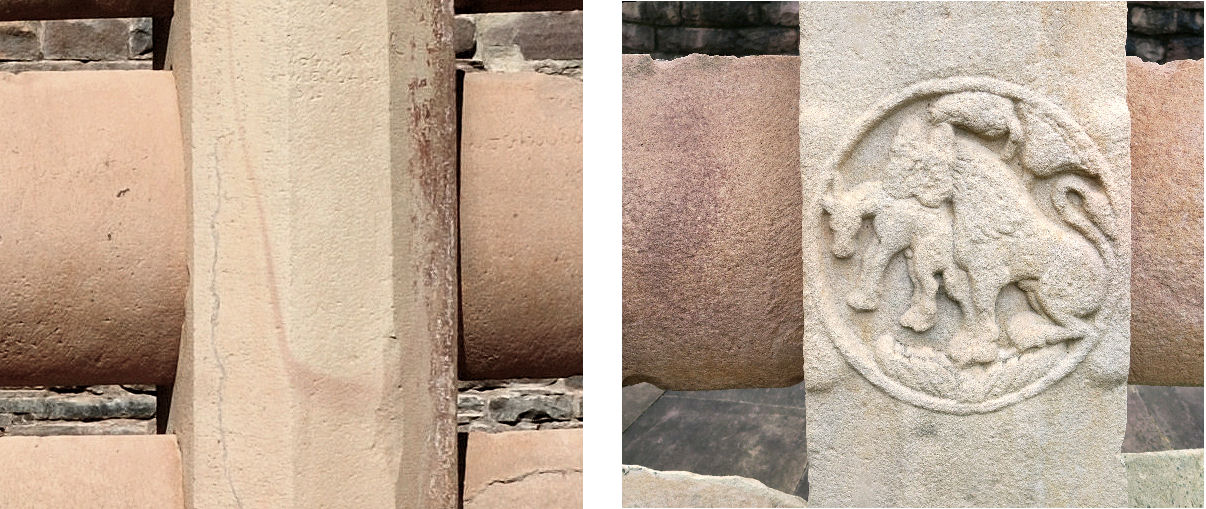
Les piliers de la période Sunga étaient initialement vides de décorations (à gauche: Grand Stupa de Sanchi), et n'ont commencé à être décorés que vers 115 av. J.-C. avec le Stupa N ° 2 (à droite).

Ces premières tentatives de l'art narratif sont aniconiques, car elles ne représentent pas le Bouddha directement, mais seulement son apparition dans des vies antérieures, ou ses symboles.
Il y a en tout 455 médaillons et demi-médaillons, dont 293 représentent des fleurs de lotus, et 126 un lotus avec un autre motif. Seuls 36 médaillons représentent un autre sujet. Pour la première fois des motifs clairement bouddhistes sont représentés, en particulier les quatre grands événements de la vie du Bouddha: la Naissance, l'Illumination, le Premier Sermon et la Maladie. Certains auteurs considèrent que ces bas-reliefs sont le prélude (le "prolegomenon") de l'iconographie des bas-reliefs de Bharhut (100-80 av. J.-C.) ainsi que des illustrations plus tardives et plus sophistiquées sur les toranas du Grand Stupa de Sanchi (1iers siècles av./ap. J.-C.).
Influence du nord-ouest
Les bas-reliefs les plus anciens du Stupa No 2 ont peut-être été réalisés par des artisans en provenance du nord-ouest, probablement la région indo-grecque du Gandhara, car on a retrouvé sur les pierres des inscriptions de maçon en caractères kharoshthi, le script utilisé dans le nord-ouest), par opposition au script brahmi local. Cela suggère que ces artisans étrangers en provenance du nord-ouest furent les auteurs de certains des bas-reliefs les plus anciens du stupa, et dont certains ont des motifs d'inspiration étrangère.
Au moment où furent réalisés les premiers bas-reliefs du Stupa No 2, vers 115 av. J.-C., l'ambassade d'Héliodore pour le roi indo-grec de Taxila, nommé Antialkidas, était en visite à Vidisha, à environ 5 km de Sanchi, à la cour du roi des Sungas Bhagabhadra. À Vidisha, Héliodore établit le pilier d'Héliodoros avec une dédicace à Vāsudeva. Cela semble indiquer que les relations entre les Indo-Grecs et les Sungas s'étaient améliorées à ce moment, que les gens ont voyagé entre les deux royaumes, et aussi que les Indo-Grecs suivaient volontiers les religions indiennes.
Certains motifs tels que des illustrations de chameaux montrent aussi une influence du nord-ouest.
| Bas-reliefs anciens de Sanchi, motifs d'origine étrangère, Stupa No2 (environ 115 av. J.-C.) |
| - Un étranger à cheval. Environ 115 av. J.-C. - Lakshmi avec lotus et deux serviteurs enfants, une probable adaptation d'images similaires de Vénus - Griffon. - Anguipede, une figure mythologique grecque. - Femme montant un Centaure. - Héros luttant contre les lions. - Lion avec un veau. - Chameau de Bactriane. - Homme sur une centaure. - Lion ailés symétriques parmi des fleurs. - Griffon ailé. |

Certains motifs représentent des scènes d'origine centre-asiatique, réminiscents de l'art perse ou parthe ou évoquant l'iconographie d'Héraclès, en particulier une scènes de lutte à main nue contre des lions. 
Motifs floraux
La vaste majorité des médaillons et demi-médaillons les plus anciens (293 sur 455) sont simplement constitués d'un motif de lotus. Et 126 médaillons et demi-médaillons supplémentaires représentent un lotus accompagné d'un autre motif. Certains motifs reprennent des formes décoratives hellénistiques.
| Bas-reliefs anciens de Sanchi, motifs floraux, Stupa No2 (environ 115 av. J.-C.)                                         |
| - Motifs floraux. - Éléphant. - Médaillon de fleur. - Médaillon. - Lotus et motifs hellénistiques. - Lotus et guirlande. |

Symboles bouddhistes
Parmi les médaillons, les symboles purement bouddhistes sont assez rares, bien qu'apparaissent par endroits les motifs de triratna, de palmette (visible déjà dans le chapiteau de Pataliputra, IIIe siècle av. J.-C.), au milieu des multiples motifs de lotus.
| Bas-reliefs anciens de Sanchi, symboles bouddhistes, Stupa No2 (environ 115 av. J.-C.) |
| - Motifs de palmette, souvent présent dans l'iconographie bouddhiste ancienne. - Triratna couronnant des banderoles décoratives. - Motif formé de triratnas. - Motifs de palmette, souvent présent dans l'iconographie bouddhiste ancienne. |

### Deuxième période (vers 15 av. J.-C.)
Environ un siècle plus tard, certains bas-relies plus descriptifs ont été ajoutés sur les piliers verticaux aux quatre points d'entrée, et parfois superposées sur les précédents, qui montrent clairement l'évolution du Bouddhisme au cours de la période intermédiaire. Cette fois, les reliefs sont beaucoup plus bouddhistes dans leur caractère, et sont contemporains avec les reliefs des toranas du Grand Stupa de Sanchi.
Certains motifs représentent à nouveau des scènes d'origine centre-asiatique, réminiscents de l'art perse ou parthe ou évoquant l'iconographie d'Héraclès, en particulier des scènes de combats contre des lions, et dont les costumes ne sont pas caractéristiques des costumes indiens traditionnels : port de bottes, tuniques couvrant l'ensemble du corps, tête non couverte du turban indien. Ces costumes seraient plutôt caractéristiques des populations Saka du nord-ouest,. 
| Bas-reliefs plus récents à Sanchi, Stupa de No2 (vers 15 av. J.-C.) |
| - Pilier décoratif. - Pilier décoratif. - Pilier avec éléphants et Dharmachakra. - Le pilier dans son intégralité. - Éléments décoratifs, Stupa No.2, Sanchi. - Bas-reliefs floraux. - Lakshmi. - Scène de dévotion. - Dharmachakra et Triratna. - L'arbre Bodhi. - Apsaras. - Ashoka soutenu par ses deux femmes. Visible aussi: bas-relief Torana sud du Grand Stupa. - Homme en costume du nord-ouest, luttant contre des lions. (deuxième période, vers 15 av. J.-C.) - Homme en costume du nord-ouest, peut-être un Saka. (deuxième période, vers 15 av. J.-C.) |